# Segretario di Stato per l'energia e il cambiamento climatico
Il Segretario di Stato principale di Sua Maestà per l'energia e i cambiamenti climatici (in inglese: Her Majesty's Principal Secretary of State for Energy and Climate Change) è un'ex posizione ministeriale del Gabinetto del Regno Unito. Il Dipartimento per l'energia e i cambiamenti climatici, diretto dal segretario di Stato, è stato creato il 3 ottobre 2008, quando l'ex primo ministro Gordon Brown ha rimescolato il suo gabinetto. È stato abolito il 14 luglio 2016 quando è stata annunciata la composizione del governo di Theresa May, sostituito dalla carica di Segretario di Stato per le imprese, l'energia e la strategia industriale.

## Elenco dei segretari

### Segretario di Stato per l'energia (1974-1992)
| Nome                                                                                               | Nome            | Nome            | In carica         | In carica         | Partito politico    | Primo ministro  | Primo ministro             |
| -------------------------------------------------------------------------------------------------- | --------------- | --------------- | ----------------- | ----------------- | ------------------- | --------------- | -------------------------- |
| | Lord Carrington | Lord Carrington | 8 gennaio 1974    | 4 marzo 1974      | Conservatore        |                 | Edward Heath               |
| | Eric Varley     | Eric Varley     | 5 marzo 1974      | 10 giugno 1975    | Laburista           |                 | Harold Wilson              |
| | Tony Benn       | Tony Benn       | 10 giugno 1975    | 4 maggio 1979     | Laburista           |                 | Harold Wilson              |
| | Tony Benn       | Tony Benn       | 10 giugno 1975    | 4 maggio 1979     | Laburista           | James Callaghan |                            |
| | David Howell    | David Howell    | 5 maggio 1979     | 14 settembre 1981 | Conservatore        |                 | Margaret Thatcher          |
| | Nigel Lawson    | Nigel Lawson    | 14 settembre 1981 | 11 giugno 1983    | Conservatore        |                 | Margaret Thatcher          |
| | Peter Walker    | Peter Walker    | 11 giugno 1983    | 13 giugno 1987    | Conservatore        |                 | Margaret Thatcher          |
| | Cecil Parkinson | Cecil Parkinson | 13 giugno 1987    | 24 luglio 1989    | Conservatore        |                 | Margaret Thatcher          |
| | John Wakeham    | John Wakeham    | 24 luglio 1989    | 11 aprile 1992    | Conservatore        |                 | Margaret Thatcher          |
| | John Wakeham    | John Wakeham    | 24 luglio 1989    | 11 aprile 1992    | Conservatore        | John Major      |                            |
| Dipartimento abolito nel 1992. Funzioni trasferite al Dipartimento del commercio e dell'industria. |                 |                 |                   |                   |                     |                 |                            |
| Segretario di Stato per l'energia e il cambiamento climatico (2008-2016)                           |                 |                 |                   |                   |                     |                 |                            |
| Nome                                                                                               | Nome            | Immagine        | In carica         | In carica         | Partito politico    | Primo ministro  | Primo ministro             |
| | Ed Miliband     |                 | 3 ottobre 2008    | 11 maggio 2010    | Laburista           |                 | Gordon Brown               |
| | Chris Huhne     |                 | 12 maggio 2010    | 3 febbraio 2012   | Liberal Democratici |                 | David Cameron (Coalizione) |
| | Edward Davey    |                 | 3 febbraio 2012   | 11 maggio 2015    | Liberal Democrats   |                 | David Cameron (Coalizione) |
| | Amber Rudd      |                 | 11 maggio 2015    | 14 luglio 2016    | Conservatore        |                 | David Cameron              |